# ابوک
ابوک (به لاتین: Abeuk) در میانمار است که در Kyaukpyu District واقع شده‌است.